# Chersonéský zvon

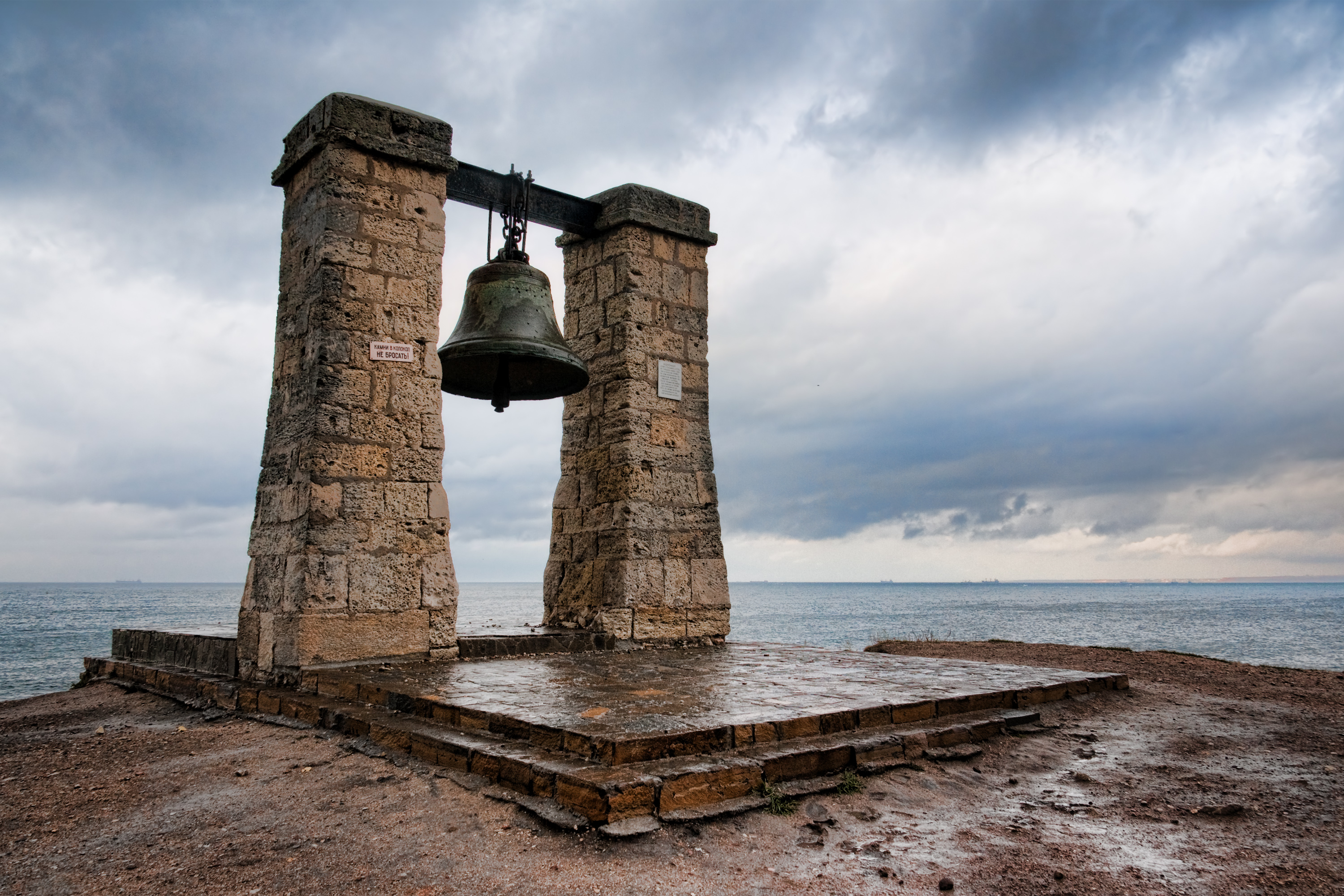
Chersonéský zvon z pohledu na Černé moře

Chersonéský zvon (ukrajinsky Сигнальний дзвін, rusky Херсонесский колокол) v krymském Chersonésu je symbolem Chersonésu a jednou z nejznámějších památek v Sevastopolu. Byl odlit ještě před založením Sevastopolu pro chrám svatého Mikuláše v Taganrogu, který byl v té době vojenskou základnou ruského námořnictva. Později jej ukořistili Francouzi, kteří jej následně vrátili zpět.

## Historie
Chersonéský zvon nebo také mlhový zvon Chersonu je někdy mnohými považován za „jednu z památek Taganrogu, nacházející se mimo město“, která se dokonce stala symbolem jiného města – Sevastopolu, respektive Chersonésu.
Zvon byl odlit v roce 1778 z tureckých děl, které ukořistila armáda Ruského impéria během rusko-turecké války z let 1768 až 1774. Nese vyobrazení patronů námořníků: svatého Mikuláše a svatého Phocase a následující větu v ruštině:

Сей колокол вылит в Святого Николая Чудотворца в Таганро ... из пленен Турецкой артиллери ... весом ... пуд фу (нт) 1778 месяца Августа ... числа.
Tento zvon byl odlit v chrámu svatého Mikuláše v Taganrogu ... ze zajatého arzenálu tureckého dělostřelectva ... o hmotnosti ... kg v roce 1778 v srpnu ... dne ...

Zvon byl odlit před založením Sevastopolu pro chrám svatého Mikuláše v Taganrogu, který byl v té době vojenskou základnou ruského námořnictva. Do roku 1803 byl chrám svatého Mikuláše podřízen Ministerstvu námořnictva. Když se Sevastopol stal hlavní ruskou námořní vojenskou základnou v Černém moři, car Alexandr I. Pavlovič nařídil převézt zvon do Sevastopolu, kde měl být instalován v chrámu svatého Mikuláše, který byl zrovna ve výstavbě.
Během krymské války se zvonu zmocnili Francouzi a zvon jako válečnou kořist umístili v katedrále Notre-Dame v Paříži. O mnoho let později byl zvon s ruským nápisem nalezen a nakonec díky diplomatickému úsilí na obou stranách, zejména francouzského konzula v Sevastopolu, dne 13. září 1913 slavnostně vrácen do kláštera v Chersonésu, kde byl umístěn v provizorní dřevěné zvonici u chrámu svatého Vladimira (zvonice se nedochovala). Francouzský prezident Raymond Poincaré ve svém dopise konzulu Louisi Ge napsal, že vrátil zvon do Ruska „na znamení spojenectví a přátelství“. Za zásluhy na navrácení zvonu udělila ruská vláda francouzskému konzulovi Řád svatého Vladimíra IV. třídy.
Klášter byl v roce 1925 sovětskými úřady uzavřen a o dva roky později byly všechny jeho zvony odeslány na roztavení. Pouze jeden zvon unikl tomuto osudu, protože Oddělení bezpečnosti plavby Černého a Azovského moře navrhlo umístit na pobřeží signální mlhový zvon. K této funkci zvon sloužil až do roku 1960.

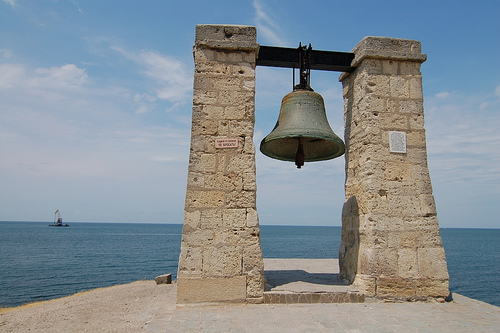
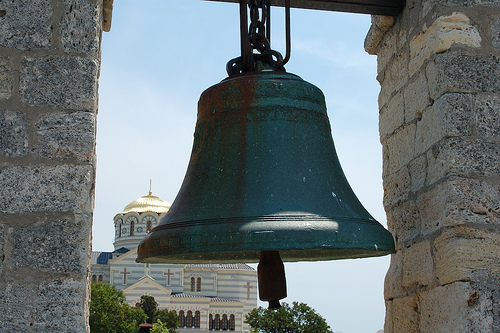
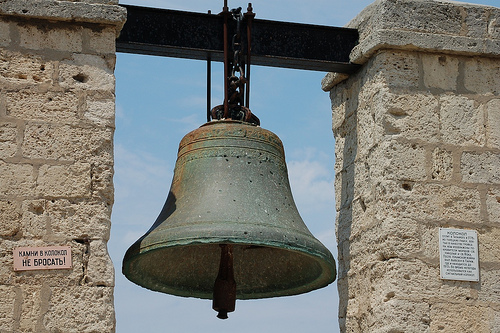
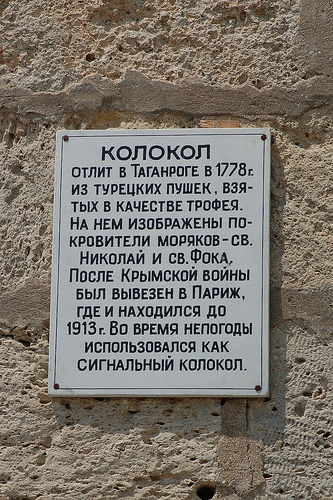
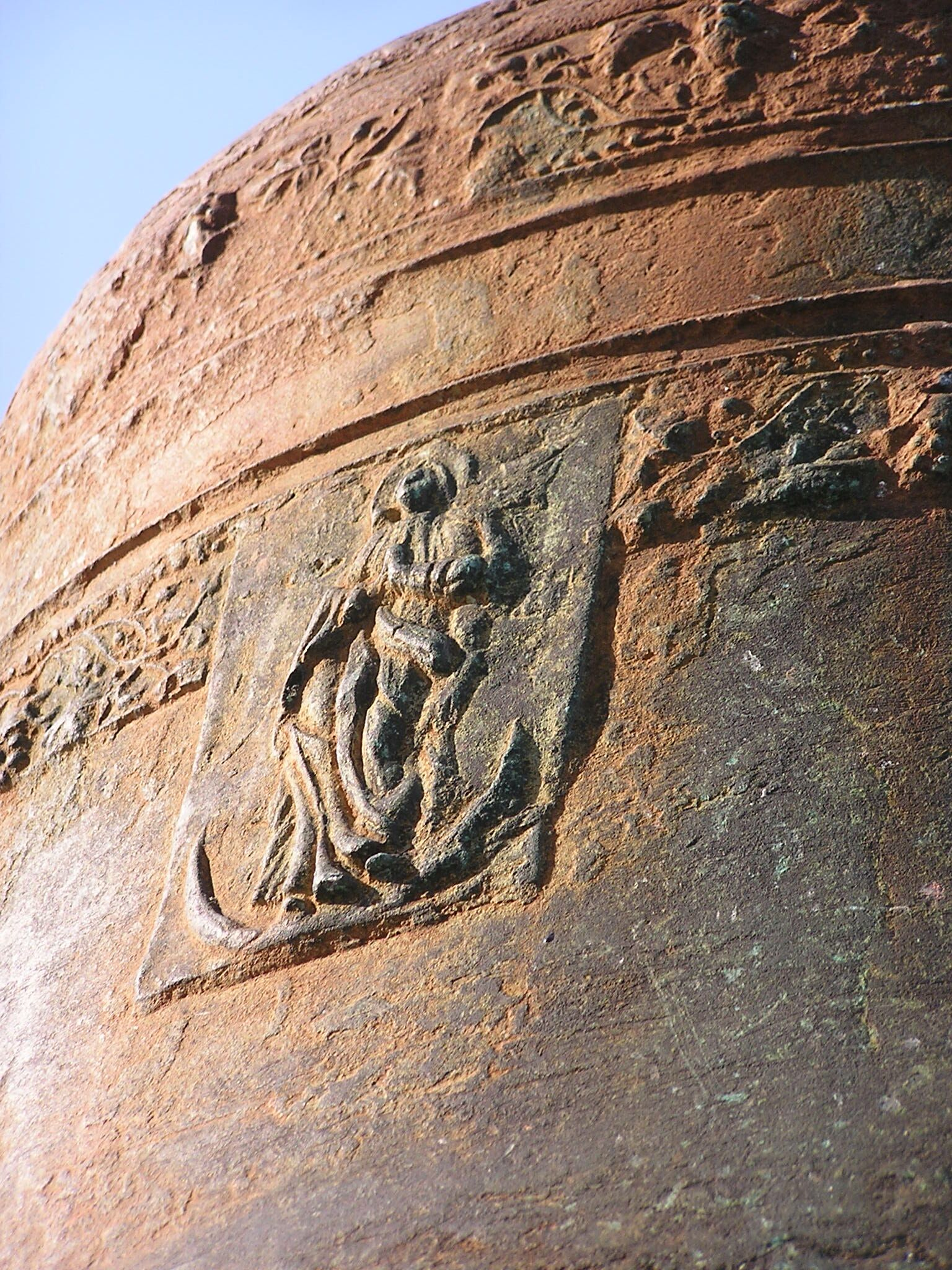

## Zajímavosti
- Chersonéský zvon se objevil v sovětském filmu pro děti Приключения Буратино (Dobrodružství Buratina) z roku 1975.
- V roce 2008 byl zvon cílem pěší pouti českého jezuitského kněze Františka Lízny (pouť z hory Kremenec na pomezí Slovenska, Polska a Ukrajiny, Lízna chtěl touto poutí symbolicky propojit křesťanský východ a západ).
- Roku 2016 byla zhotovena přesná kopie zvonu a byla zavěšena ve zvonici chrámu svatého Mikuláše v Taganrogu, tedy v chrámu, pro nějž byl zvon původně odlit. Na základě vzorku odebraného na originálním zvonu byla dokonce zhotovena stejná slitina, jaká kdysi vznikla roztavením tureckých děl.[1]